# Amblystegium campyliopsis
Amblystegium campyliopsis är en bladmossart som beskrevs av Hugh Neville Dixon 1933. Amblystegium campyliopsis ingår i släktet Amblystegium och familjen Amblystegiaceae. Inga underarter finns listade i Catalogue of Life.